# Santa Cruz (Chili)
Santa Cruz is een gemeente in de Chileense provincie Colchagua in de regio Libertador General Bernardo O'Higgins. Santa Cruz telde 37.855 inwoners in 2017 en heeft een oppervlakte van 420 km².

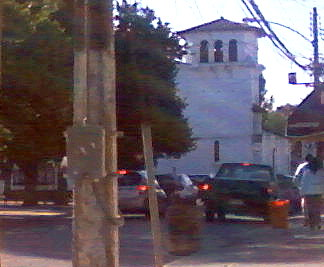
Kerk in Santa Cruz

- Virtual International Authority File: 305353445